# Успеновка (Казахстан)
Успе́новка (каз. Успенов) — село у складі Федоровського району Костанайської області Казахстану. Входить до складу Воронезького сільського округу.
Населення — 717 осіб (2021; 782 у 2009, 759 у 1999, 707 у 1989).